# Di Gi Charat Nyo
Di Gi Charat Nyo (デ・ジ・キャラットにょ De Ji Kyaratto Nyo?) es una serie de anime producida en el año 2003 por Broccoli, adaptación alternativa del también anime y manga Di Gi Charat creado por Koge-Donbo. La serie fue emitida por los canales TV Tokyo y TV Osaka, fue animada por Madhouse y consta de 52 episodios de 24 minutos, cada uno conformado por dos episodios de 12 minutos. La adaptación de los diseños de personajes por Koge-Donbo fue hecho por Yoshiki Yamagawa, el guion por Ikeda Mamiko y la dirección fue de Hiroaki Sakurai. También cuenta con una adaptación al manga por Itsuru Minase.

## Argumento
Di Gi Charat, o Dejiko para abreviar, es la princesa del planeta Di Gi Charat, y llega a la Tierra, al distrito de Akihabara, Tokio, en el "Paseo del gato con suerte", siendo enviada por su madre para cumplir su entrenamiento como princesa. Es acompañada por Petit Charat, o también conocida como Puchiko; y Gema, que es una bola amarilla con manos y se encarga de vigilarla para que cumpla su entrenamiento.
La serie presenta una historia alternativa de Di Gi Charat, con diferencias importantes con respecto al argumento original. Se mantiene el tipo de comedia que caracteriza a la serie y se trabajan con los mismos personajes pero ampliándoles sus historias y adicionando algunos nuevos.

## Personajes
Dejiko (でじこ?)
 Seiyū: Asami Sanada, voz en español: Mercedes Prato
Nombre real: Di Gi Charat (デ・ジ・キャラット?)
Dejiko, o Di Gi Charat, es la princesa del planeta Di Gi Charat, y para no confundir sus nombres, en Di Gi Charat la llaman Chocolate. Tiene 10 años y es la protagonista de la historia que llega a la tierra para entrenarse y convertirse en una verdadera princesa. Es avivada pero con mal temperamento, presumida y violenta, aunque es buena compañera de vez en cuando. Le encantan los dulces (aunque su plato preferido es el Brocoli) y puede lanzar rayos por los ojos (a los que llama "Me-Kara Beam" (traducido como "Rayos Visuales")), los que usa para atacar a Gema cada vez que la molesta.
Puchiko (ぷちこ?)
Seiyū: Miyuki Sawashiro, Voz en español: Giannina Jurado (primera voz), Jhaidy Barboza (resto)
Nombre real: Petit Charat (プチ・キャラット?)
Puchiko, o Petit Charat, es la amiga de Dejiko, y en Di Gi Charat la llaman Capuchino. Vino con ella a la tierra para acompañarla en su entrenamiento como princesa. Tiene 5 años, es muy pequeña y adorable, pero a la vez es muy reservada y es más callada que Dejiko. También puede lanzar rayos visuales pero no son tan desarrollados como los de Dejiko.
Rabi~en~Rose (ラ・ビ・アン・ロ－ズ rabi an rôzu?, La Vie en Rose)
 Seiyū: Kyoko Hikami, voz en español: Yensi Rivero
Nombre real: Hikaru Usada (うさだ ヒカル Usada Hikaru?)
Rabi~en~Rose es el «ídolo» del Paseo del gato con suerte. Cuando descubre que Dejiko quiere ser una ídolo, se autoproclama como la rival de Dejiko, atormentándola cada vez que puede. De todo modos, siempre termina siendo una buena, bondadosa y alegre chica. Tiene 14 años, su verdadero nombre es Hikaru Usada, pero ella prefiere ser llamada como Rabi~en~Rose por ser nombre de una ídolo. Se pasa hablando de ella misma todo el tiempo (incluso cuando la gente que la escucha se va). No lanza rayos como Dejiko, pero puede volar con sus orejas de conejo, como un helicóptero. Está enamorada de Kiyoshi y lo demuestra en varias ocasiones.
Gema (ゲマ?)
 Seiyū: Yoshiko Kamei, voz en español: Maritza Rojas
Gema es la bola amarilla que tiene la tarea de cuidar de Dejiko y Puchiko. Parece ser la única con modales en el grupo y la que molesta más a Dejiko. Siempre está flotando y, generalmente, Dejiko la ataca con sus rayos visuales porque le molesta el hecho de que la regañe tanto. Aun así, actúa como su conciencia.
Akari Usada (うさだ　アカリ Usada Akari?)
 Seiyū: Yuka Iguchi, voz en español: Maite Guedes
Akari es la prima de Rabi~en~Rose, y es una famosa actriz, cantante y modelo. Dejiko, y todos los del paseo del gato con suerte la adoran. Al parecer, se olvida de su prima cada vez que hace una película o programa de TV, pero es muy amable y bondadosa, sobre todo con Dejiko.
Yasushi Omocha (面茶やすし Omocha Yasushi?)
 Seiyū: Nojima Kenji, voz en español: Luis Carreño
Yasushi es un inventor que tiene una tienda de juguetes en el paseo, aunque no recibe mucha gente porque todos la ven como un basurero. Se vuelve histérico con cada cosa que le gusta, como las siete herramientas de Dejiko, las cuales trata de desarmar para copiarlas y venderlas como juguetes. También siente debilidad por las cosas adorables, como Puchiko.
Kiyoshi Omocha (面茶きよし Omocha Kiyoshi?)
 Seiyū: Omi Minami, voz en español: Gonzalo Fumero
Kiyoshi es el hermano menor de Yasushi. Al contrario que su hermano, piensa bien las cosas y es calmado. Conoce la identidad de Rabi~en~Rose, aunque no se lo dice.
Rinna Charat (リンナ・キャラット?)　
 Seiyū: Atsuko Enomoto
Rinna es una vieja amiga de Dejiko y Puchiko, tiene 10 años y también proviene de Di Gi Charat. Es buena cocinando, pero se duerme con facilidad. Su primera aparición fue en la precuela Panyo Panyo Di Gi Charat.
Mike Charat (ミ・ケ・キャラット Mi-Ke en la versión española?)
 Seiyū: Etsuko Kozakura, voz en español: Melanie Henríquez
Mike fue otra amiga de Dejiko y Puchiko, también proviene del planeta Di Gi Charat y se pasa el mayor tiempo pescando. Tiene 10 años y una fuerza extraordinaria. Ella parece estar buscando la «Legendaria Caña de Pescar». Al igual que Rinna, también se originó en Panyo Panyo Di Gi Charat.
Yū-Rei (憂鈴?  Fantasmita en la versión en español)
 Seiyū: Kaori Nazuka, voz en español: Marycel Gonzalez
Yū-Rei es una niña tenebrosa que vive en una casa embrujada. Casi todos le tienen miedo, lo que no le parece gracioso. Tiene 10 años y, para colmo, es alérgica al sol, por lo que lleva un traje que la hace parecer como un fantasma fuera de su casa. Tiene una careta de susto que utiliza a veces. Su nombre es un acrónimo de «Fantasma» en japonés.
Aqua (アクア?)
 Seiyū: Shion Hirota
Aqua es una sirena que Dejiko pescó por accidente mientras estaban de vacaciones. Es adorable y buena, pero tiene más de 120 años y puede, probablemente, vivir eternamente. No puede caminar, por lo que usa una monopatín para desplazarse por tierra.
Piyoko (ぴよこ?)
 Seiyū: Megumi Hayashibara, voz en español: Rebeca Aponte
Nombre real: Pyocola Analogue III (ピョコラ=アナローグIII世 Piyokola Análoga III en la versión en español)
Piyoko es la princesa del planeta Análogo (su verdadero nombre es Piyokola Análoga III), el planeta rival de Di Gi Charat, y vino a la tierra a secuestrar a Dejiko para pedir un rescate. Posee una habilidad llamada «Kuchi-Kara Bazooka» (traducido como "Bazooka de mi Boca"). No come mucho por lo que es pobre y lo único que come son hierbas de los rincones de su nave, los de la pandilla Black Gema Gema la vigilan a cada rato.

## Contenido de la obra

### Anime
Di Gi Charat Nyo comenzó como un anime realizado por Madhouse, como una adaptación alternativa a la serie Di Gi Charat. Su emisión original fue por los canales japoneses TV Tokyo y TV Osaka entre el 6 de abril de 2003 al 28 de marzo de 2004, siendo un total de 104 episodios de 12 minuto de duración, emitidos como 52 episodios de 24 minutos.
La serie está licenciada en Estados Unidos por Bandai Entertainment y en Taiwán por Mighty Media Co., Ltd. También ha sido licenciada para su transmisión en América Latina por el canal Locomotion, pero estrenada y emitida por el canal sucesor de éste: Animax, tanto doblada al español como al portugués, entre el 1 de agosto de 2005 al 29 de abril de 2007.

#### Lista de Episodios
La lista siguiente incluye sólo los 100 episodios que Animax ha presentado en América Latina. Los episodios 33 y 34 (65 y 66, 67 y 68), por razones desconocidas, nunca fueron emitidos ni doblados al español, con los que se completa la cantidad de 104 episodios en total.
1. ¡Nyo, soy Dejiko!
2. Encontrarán a Puchiko?
3. El celular misterioso.
4. No te llamaré Rabi~En~Rose.
5. Los dulces Puchiko son deliciosos, Nyu.
6. Dejiko es una princesa, Nyo.
7. Un día maravilloso en la vida de Usada.
8. (Sin título en español).
9. La secundaria Bobo de Usada.
10. De compras una tienda misteriosa, Nyo.
11. Competencia de ases con la cuerda mágica, Nyo.
12. Es un dulce consentido, Nyo.
13. Gran bazar en El Paseo del Gato con Suerte.
14. Festival de la canción en el gran bazar.
15. Tú eres la prima, Nyo.
16. Los lentes Dejiko me dan miedo.
17. Los dulces de Dejiko.
18. (Sin título en español).
19. El muñeco, Nyo.
20. Lo que salió del balneario.
21. El amiguito del templo redondo.
22. Un pícnic de terror, Nyo.
23. La televisión vino a El Paseo.
24. El escalafón de amor de Puchiko.
25. El entrenamiento de Dejiko marcha sobre ruedas.
26. Extraño mi hogar, Nyo.
27. El secreto del nacimiento de Rabi~En~Rose.
28. No usaré mis rayos visuales.
29. De compras en Akihabara.
30. Akihabara en verano.
31. ¿Quién es Rinna?
32. Rinna durmiente.
33. Se acerca la feria de verano.
34. Llegó el día de la feria de verano.
35. Un cuento de terror, Nyo.
36. La fantasmita de la mansión.
37. Hemos pescado a Aqua.
38. Un amor de verano playero para Gema.
39. Dejiko actuará en una película, Nyo.
40. Actuar junto a Akari, Nyo.
41. Voy a llamarlo Sasisuseso.
42. Dejiko, desafío a la venta ambulantes de juguetes, Nyo.
43. El caballero protector de Dejiko, Nyo.
44. Mamá llegó, Nyo.
45. Invasión extraterrestre, Nyo.
46. Puchiko, voy a buscar el otoño, Nyo.
47. Aparecieron Mi-Ke y un pez gigante, Nyo.
48. Quiero la caña de pescar legendaria, Nyo.
49. Es muy divertido ir a recoger matsutake.
50. ¿Van a desaparecer los juguetes, Nyo?
51. El tour de las bellezas cercanas, Nyo.
52. Dejiko regresa, Nyo.
53. Pyoko es una líder del mal, Nyo.
54. Abreviado sería la banda A-li-ma.
55. Viene el señor maravilla, Nyo.
56. La crisis del señor maravilla, Nyo.
57. Dejiko, la número 1, Nyo.
58. Los rayos visuales son mi ilusión, Nyo.
59. Trabajo en la tienda de algo, Nyo.
60. Yasushi vs. Rik, el duelo misterioso.
61. El choque contra un asteroide, Nyo.
62. Dejiko y el millonario de la vara de paja.
63. Llegaron los ancestros, Nyo.
64. El brillo de Dejiko, Nyo.
65. (No fue emitido en español).
66. (No fue emitido en español).
67. (No fue emitido en español).
68. (No fue emitido en español).
69. En busca de Kiyoshi, Nyo.
70. Una invitación al mal presentimiento, Nyo.
71. Orejitas de conejo en el país de las maravillas.
72. Yo también quiero unas orejitas de conejo, Nyo.
73. El concurso de la princesa de Akihabara, Nyo.
74. Las siete chicas de Akihabara, Nyo.
75. La Navidad también llegó al paseo, Nyo.
76. Ayudando a Papá Noel, Nyo.
77. En busca de la puerta dorada, Nyo.
78. ¿Podremos ir más allá de la puerta dorada, Nyo?
79. Ingreso a la escuela de princesas, Nyo.
80. Usada es la princesa de la secundaria Bobo, Nyo.
81. Las meriendas me encantan, Nyo.
82. La creación del club de las princesas.
83. Actividades extracurriculares, Nyo.
84. La aparición del príncipe.
85. Concurso de disfraces en el paseo, Nyo.
86. Princesas autodidactas, Nyo.
87. La tarea se vuelve maravillosa, Nyo.
88. El nacimiento de una banda de princesas, Nyo.
89. El estreno de RO DO PE en Akihabara, Nyo.
90. Kumakín en Akihabara, Nyo.
91. A proteger el chocolate para San Valentín, Nyo.
92. Gracias a extrañín, Nyo.
93. Voy a lugar del trabajo de Akari, Nyo.
94. Diversión en Yukiyama, Nyo.
95. Viene una princesa de otra escuela, Nyo.
96. ¿Será que ya no hay más rayos visuales, Nyo?
97. El desvío al salir de la escuela, Nyo.
98. El maravilloso viaje de Dejiko, Nyo.
99. Los siete misterios de la escuela de princesas, Nyo.
100. Una escuela de príncipes en el boulevard, Nyo.
101. Con un poco de ánimo de hermana mayor, Nyo.
102. Presentación de la composición de Dejiko, Nyo.
103. El festival de la escuela de princesas, Nyo.
104. Regreso al planeta Di Gi Charat, Nyo.

#### Banda sonora
La tema de apertura, "Heartbeat" de Prière, es un cover del tema de Friends "Listen to your heartbeat", tema que participó por Suecia en el Festival de la Canción de Eurovisión 2001. Y el tema de cierre, "Equal Romance" de Prière, es otro cover de la canción de mismo nombre del grupo CoCo, el cual fue el segundo tema de cierre del anime Ranma ½.
- Openings:

1. Episodios 1-26, "Heartbeat" por Prière.
2. Episodios 27-39, "Dynamite I.N.G" (ダイナマイト★Ｉ・Ｎ・Ｇ?) por Asami Sanada, Miyuki Sawashiro, y Kyoko Hikami.
3. Episodios 40-52, "Miracle Wonderland" (ミラクル☆ワンダーランド?) por Asami Sanada, Miyuki Sawashiro, y Kyoko Hikami.

En la versión presentada para Latinoamérica no se utilizó el opening 1 con el tema "Heartbeat". El opening 2, "Dynamite I.N.G", fue el único opening entre los episodios 1 a 39.
- Endings:

1. Episodios 1-15 y 22-26, "Equal Romance" (EQUAL ロマンス?) por Prière.
2. Episodios 16-21, "Di Gi Charat Ondo" (デ・ジ・キャラット音頭?) por Asami Sanada, Miyuki Sawashiro, Kyoko Hikami y Yoshiko Kamei.
3. Episodios 27-37 y 39, "PARTY☆NIGHT -Cyber Trance Version-" por Asami Sanada, Miyuki Sawashiro, Kyoko Hikami y Yuka Iguchi.
4. Episodio 38, "PARTY☆NIGHT -Cyber X'mas Version-" por Asami Sanada, Miyuki Sawashiro, Kyoko Hikami y Yuka Iguchi.
5. Episodios 40-52, '"Daisuki"' (ダイスキ?) por Asami Sanada, Miyuki Sawashiro y Kyoko Hikami.

### Manga
Di Gi Charat Nyo! también presenta una adaptación al manga, escrita por Itsuru Minase, publicada en la revista shōjo Ciao, de la editorial Shōgakukan. Comenzó en abril de 2003 y terminó para el mismo mes en 2004. Se recopiló en un tankōbon.